# Joachim Gottfried Wilhelm Weitlandt
Joachim Gottfried Wilhelm Weitlandt (født 1756 i Tyskland, død ca. 1821) var en tysk silhouettør og maler virksom i Danmark.
Weitlandt var sandsynligvis af tysk herkomst og arbejdede sammen med den ligeledes tyske kunstner C. Limprecht om udførelsen af silhouetter forestillende medlemmer af Drejers Klub, der var oprettet 1775. Limprecht tegner sig for 174 af de i alt 249 silhuetter, og Weitland har signeret en del af resten. Johan Gottlieb Friedrich har stukket rammerne. Silhouetterne findes i det såkaldte Limprechtske album i Det Kongelige Bibliotek. De fleste af Weitlandts værker er dog udført som hinterglasmaleri, som er en krævende kunstnerisk teknik. Hans familiegrupper i glasmaleri giver et godt indtryk af tidens interiørkunst, hårmode og kostumehistorie.
Han blev gift, sandsynligvis i Tyskland, med Povelline NN (født 1771 eller 1772).

## Værker
Silhouetter:
- Elisabeth Classen (1783-86, Det Kongelige Bibliotek)
- Elisabeth Christine Berling (Frederiksborgmuseet)
- Matthias Saxtorph (1784, Den Limprechtske samling, Det Kongelige Bibliotek)
- Christopher Deram (1784, Den Limprechtske samling, Det Kongelige Bibliotek)
- Didrik Carl Lorentz (1780'erne, Den Limprechtske samling, Det Kongelige Bibliotek)
- Arveprins Frederik, Prins Ferdinand og Prins Christian Frederik (1794)
- Claus Schall (Det Kongelige Bibliotek)[2]

Hinterglasmalerier:
- Just Ludvigsen (1788)
- Dennes hustru Mette Birgitte Ludvigsen (1788)
- Grosserer Wilhelm August Raasch med hustru og børn (1796, Nationalmuseet)
- Carl Friedrich Busky og familie (1796)
- Brygger og snedkermester Christian Velschow med familie (1805, Frederiksborgmuseet)
- Frederik 6. med familie (1811, Frederiksborgmuseet)
- Frederik 6. (ca. 1811, De Danske Kongers Kronologiske Samling)
- Dronning Marie Sophie Frederikke og Prinsesse Caroline (ca. 1811, De Danske Kongers Kronologiske Samling)
- Hertuginde Louise Augusta med sine to børn Caroline Amalie og Christian August (ca. 1811, De Danske Kongers Kronologiske Samling)
- Ubekendt familie (1815, Aabenraa Museum)
- Brændevinsbrænder J.J. Haarløv med familie (1821)